# Copa Río 1952
La Copa Río 1952 fue la segunda edición de dicho torneo internacional de clubes, no oficial jugada durante tres años consecutivos en la década de los años 1950. La competición reunió equipos de Alemania, Austria, Brasil, Paraguay, Portugal, Suiza y Uruguay, que disputaron un total de 18 partidos en los estadios «Maracanã» de Río de Janeiro y «Pacaembú» de São Paulo.
La edición fue citada en un comunicado de la federación mundial, a un famoso periódico brasileño, como un torneo pionero (no oficial) de relevancia mundial. También el Fluminense, como el Palmeiras, solicitó el reconocimiento a la FIFA para considerar el torneo como título mundial, pero ambas solicitudes tuvieron un resultado negativo.
A segunda edición de la Copa Río debía haberse llevado a cabo en 1953, según lo estipulado cuando la competición fue creada en 1951 como un torneo bianual. Sin embargo, a petición del Fluminense, la competición se adelantó a 1952 para conmemorar su 50 aniversario, con el club asumiendo la organización del torneo con el respaldo de la Confederación Brasileña de Deportes. Además del Fluminense, participaron en la competición Corinthians de Brasil, Peñarol de Uruguay, Grasshopper Club de Suiza, Sporting de Lisboa de Portugal, Saarbrücken de Alemania, Club Libertad de Paraguay y FK Austria Viena de Austria. La invitación a los equipos participantes fue responsabilidad del anfitrión Fluminense en su aniversario.
La idea original era invitar a los mejores equipos del mundo; sin embargo, el Fluminense se encontró con rechazos. El club invitó a Barcelona, Real Madrid, Nice, Juventus de Turín, Newcastle, Nuremberg, Racing Club y Millonarios, pero estos equipos no participaron por diversas razones, como falta de espacio en el calendario o simplemente por no querer participar. Con los clubes que aceptaron la invitación del Fluminense, la competición se llevó a cabo normalmente. Sin embargo, en las semifinales, el club uruguayo Peñarol se retiró de la competición, alegando haber sido hostilizado por la hinchada del Corinthians, su oponente en las semifinales, y también insatisfechos con el arbitraje. Con la retirada de Peñarol, el Corinthians ganó directamente un lugar en la final, donde se enfrentaría al anfitrión Fluminense, que ganó contra el Corinthians en una final a dos partidos, venciendo por 4-2 en el marcador agregado y convirtiéndose en campeón de la segunda edición de la Copa Río.

## Equipos participantes
| País     | Equipo                 | Clasificación                                                  |
| -------- | ---------------------- | -------------------------------------------------------------- |
| Austria  | Austria Viena          | Campeón de Austria de 1951/52                                  |
| Brasil   | Corinthians Fluminense | Campeón de São Paulo de 1952 Campeón de Río de Janeiro de 1951 |
| Paraguay | Libertad               | Subcampeón de Paraguay de 1952                                 |
| Portugal | Sporting de Lisboa     | Campeón de Portugal de 1951/52                                 |
| Sarre    | Saarbrücken            | Ganador de la Oberliga Südwest de Alemania Federal de 1952     |
| Suiza    | Grasshopper            | Campeón de Suiza de 1951/52                                    |
| Uruguay  | Peñarol                | Campeón de Uruguay de 1951                                     |

#### Equipos invitados que declinaron su participación
| País      | Equipo   | Clasificación                |
| --------- | -------- | ---------------------------- |
| Argentina | Racing   | Campeón de Argentina de 1951 |
| Italia    | Juventus | Campeón de Italia de 1951/52 |

## Fase de grupos
Los ocho equipos fueron divididos en dos grupos: en el grupo 1, denominado «Grupo Río de Janeiro», se jugaron todos los partidos en el estadio Maracaná de dicha ciudad, y en el grupo 2, denominado «Grupo São Paulo», en el estadio Pacaembú.

### Grupo 1: Río de Janeiro
| Equipo             | Pts. | PJ | PG | PE | PP | GF | GC | DG |
| ------------------ | ---- | -- | -- | -- | -- | -- | -- | -- |
| Fluminense         | 5    | 3  | 2  | 1  | 0  | 4  | 0  | +4 |
| Peñarol            | 4    | 3  | 2  | 0  | 1  | 4  | 4  | 0  |
| Sporting de Lisboa | 3    | 3  | 1  | 1  | 1  | 3  | 4  | -1 |
| Grasshopper        | 0    | 3  | 0  | 0  | 3  | 1  | 4  | -3 |

| Fecha       | Local              | Resultado | Visitante          |
| ----------- | ------------------ | --------- | ------------------ |
| 13 de julio | Peñarol            | 1-0       | Grasshopper        |
| 13 de julio | Fluminense         | 0-0       | Sporting de Lisboa |
| 17 de julio | Peñarol            | 3-1       | Sporting de Lisboa |
| 17 de julio | Fluminense         | 1-0       | Grasshopper        |
| 19 de julio | Sporting de Lisboa | 2-1       | Grasshopper        |
| 20 de julio | Fluminense         | 3-0       | Peñarol            |

### Grupo 2: São Paulo
| Equipo        | Pts. | PJ | PG | PE | PP | GF | GC | DG  |
| ------------- | ---- | -- | -- | -- | -- | -- | -- | --- |
| Corinthians   | 6    | 3  | 3  | 0  | 0  | 14 | 3  | +11 |
| Austria Viena | 4    | 3  | 2  | 0  | 1  | 10 | 5  | +5  |
| Libertad      | 2    | 3  | 1  | 0  | 2  | 7  | 11 | -4  |
| Saarbrücken   | 0    | 3  | 0  | 0  | 3  | 3  | 15 | -12 |

| Fecha       | Local         | Resultado | Visitante     |
| ----------- | ------------- | --------- | ------------- |
| 13 de julio | Austria Viena | 4-2       | Libertad      |
| 13 de julio | Corinthians   | 6-1       | Saarbrücken   |
| 16 de julio | Austria Viena | 5-1       | Saarbrücken   |
| 16 de julio | Corinthians   | 6-1       | Libertad      |
| 19 de julio | Libertad      | 4-1       | Saarbrücken   |
| 20 de julio | Corinthians   | 2-1       | Austria Viena |

## Cuadro
|  | Semifinales      | Semifinales      | Semifinales      |   |             | Final                     | Final                     | Final                     |  |
|  | 23 a 27 de julio | 23 a 27 de julio | 23 a 27 de julio |   |             | 30 de julio y 2 de agosto | 30 de julio y 2 de agosto | 30 de julio y 2 de agosto |  |
|  |                  |                  |                  |   |             |                           |                           |                           |  |
|  |                  |                  |                  |   |             |                           |                           |                           |  |
|  | Corinthians      | 2                | -                |   |             |                           |                           |                           |  |
|  | Corinthians      | 2                | -                |   |             |                           |                           |                           |  |
|  | Peñarol          | 1                | -                |   |             |                           |                           |                           |  |
|  | Peñarol          | 1                | -                |   | Corinthians | 0                         | 2                         |                           |  |
|  |                  |                  |                  |   | Corinthians | 0                         | 2                         |                           |  |
|  |                  |                  | Fluminense       | 2 | 2           |                           |                           |                           |  |
|  | Fluminense       | 1                | Fluminense       | 2 | 2           | 5                         |                           |                           |  |
|  | Fluminense       | 1                |                  |   |             | 5                         |                           |                           |  |
|  | Austria Viena    | 0                | 2                |   |             |                           |                           |                           |  |
|  | Austria Viena    | 0                | 2                |   |             |                           |                           |                           |  |
|  |                  |                  |                  |   |             |                           |                           |                           |  |

## Semifinales
| 23 de julio de 1952 | Corinthians | 2:1 | Peñarol | Estadio «Pacaembú», São Paulo |  |

| 27 de julio de 1952 | Corinthians | w.o. | Peñarol | Estadio «Pacaembú», São Paulo |  |

| 23 de julio de 1952 | Fluminense | 1:0 | Austria Viena | Estadio «Maracanã», Río de Janeiro |  |

| 27 de julio de 1952 | Fluminense | 5:2 | Austria Viena | Estadio «Maracanã», Río de Janeiro |  |

## Final
| 30 de julio de 1952 | Corinthians | 0:2 | Fluminense | Estadio «Maracanã», Río de Janeiro |  |

| 2 de agosto de 1952 | Corinthians | 2:2 | Fluminense | Estadio «Maracanã», Río de Janeiro |  |

| Brasil                                 |
| Campeón invicto Fluminense 1.er título |